# Don't Stop 'Til You Get Enough
«Don't Stop 'Til You Get Enough» (en español: «No pares hasta que tengas suficiente») es una canción del cantante y bailarín estadounidense Michael Jackson publicada como primer sencillo de Off the Wall, su primer álbum con Epic Records, el primer disco en solitario fuera de Motown y el quinto en general. Publicada el 10 de julio de 1979, la canción fue escrita y compuesta por Jackson a finales de 1978, con la producción de Quincy Jones y el propio Michael, llegando a ser uno de los temas más exitosos del cantante.

## Antecedentes y producción
Jackson trabajó en un demo casero de 1978, el cual fue completado con ayuda de Greg Phillinganes. Michael le presentó el demo a Jones junto a otros como "Workin' Day and Night" y decidieron trabajar en ellos. La canción fue grabada en los estudios de grabación de Los Ángeles.
Cuando la madre de Michael Jackson, una devota de los Testigos de Jehová, escuchó la canción, se sorprendió por el contenido lírico. Katherine señaló que el título podría ser mal interpretado como perteneciente a la actividad sexual. Jackson le aseguró que la canción no era una referencia a las relaciones sexuales, pero podría significar lo que la gente quería. Luego de tocar la grabación de Jones, se acordó que la canción sería presentado en Off the Wall.

## Versiones
- Álbum Versión (6:05)
- 12" Edit (Versión sencillo americano) (5:53)
- 7" Edit (Versión sencillo europeo) (3:58)
- 7" Edit With Intro (Video Versión) (4:10)
- Argentinian Promo Edit (3:00)
- Argentinian Promo Edit #2 (2:50)
- Original Demo From 1978 (4:48)
- Live In Triumph Tour 1981 (4:20)
- Live In Triumph Tour 1981 #2 (4:20)
- Masters At Work Remix (7:47)
- Roger's Underground Solution Mix (6:18)

## Lista de canciones

### Lanzamiento original

#### Sencillos europeos
1. «Don't Stop 'Til You Get Enough» - 3:58
2. «I Can't Help It» - 4:29

#### Sencillo en Holanda
1. «Don't Stop 'Til You Get Enough» (12" sencillo) - 5:53
2. «I Can't Help It» - 4:29

### Sencillo deVisionary
CD
1. «Don't Stop 'Til You Get Enough» (7" Edit) - 3:58
2. «Don't Stop 'Til You Get Enough» (12" Edit) - 5:53[6]

DVD
1. «Don't Stop 'Til You Get Enough» (Video) - 4:11

## Posicionamiento en listas
Don't Stop 'til You Get Enough fue un enorme éxito de Michael en los Estados Unidos., en toda Europa y el resto del mundo. La canción se posicionó en la parte superior del Billboard Hot 100. Obtuvo un asombroso éxito en varios países y estableció a Jackson como el mayor y más reconocible artista masculino en todo el mundo. 

### Posicionamiento en listas
| Lista (1979)                                       | Máxima Posición |
| -------------------------------------------------- | --------------- |
| Alemania (Offizielle Deutsche Charts)              | 13              |
| Australia (Kent Music Report)                      | 1               |
| Austria (Ö3 Austria Top 40)                        | 11              |
| Bélgica (Flandes) (Ultratop 50)                    | 5               |
| Canadá (RPM Top Singles)                           | 3               |
| Canadá (RPM Dance Singles)                         | 1               |
| España (Promusicae)                                | 5               |
| Estados Unidos (Billboard Hot 100)                 | 1               |
| Estados Unidos (Hot R&B/Hip-Hop Songs)             | 1               |
| Estados Unidos (Hot Dance Club Songs)              | 2               |
| Estados Unidos (Cash Box Top 100)                  | 1               |
| Dinamarca (Tracklisten)                            | 1               |
| Noruega (VG-lista)                                 | 1               |
| Países Bajos (Mega Single Top 100)                 | 2               |
| Reino Unido (UK Singles Chart)                     | 3               |
| Sudáfrica (Springbok Radio)                        | 1               |
| Suecia (Sverigetopplistan)                         | 2               |
| Suiza (Schweizer Hitparade)                        | 4               |
| Listas (2009)                                      | Máxima Posición |
| Australia (ARIA)                                   | 21              |
| Austria (Ö3 Austria Top 40)                        | 47              |
| Estados Unidos (Billboard Hot Digital Songs Chart) | 9               |
| Francia (Billboard France Songs)                   | 9               |
| Japón (Japan Singles Top 100 Chart)                | 77              |
| Portugal (Singles Top 50 Chart)                    | 18              |
| Reino Unido (UK Singles Chart)                     | 37              |
| Suecia (Sverigetopplistan)                         | 50              |
| Suiza (Schweizer Hitparade)                        | 20              |

## Otros medios
- La canción se reproduce como música de fondo al final del episodio "Baby If You've Wondered" de WKRP in Cincinnati. Se emitió originalmente el 3 de diciembre de 1979, poco después de que "Don't Stop 'til You Get Enough" encabezara las listas.
- También se escucha en el episodio "El radio de Ñoño" de la serie El Chavo del 8 en el programa de Chespirito, de 1980.
- Desde 1983, TV Globo presenta un arreglo de la melodía "Don't Stop 'til You Get Enough", para el diario (anteriormente semanal) Video Show, un programa de televisión centrado en los bastidores de la televisión.
- En la película de 2001, Rush Hour 2, Chris Tucker realiza una interpretación de "Don't Stop 'til You Get Enough" en un bar de karaoke.[30]  Tucker y Jackson habían grabado juntos una versión actualizada de la película, pero se decidió que Tucker la interpretara solo.[31] Tucker, fan y amigo de Jackson, protagonizó el vídeo musical del cantante de "You Rock My World".[31]
- En 2004, Jackson y CBS lanzaron The One en DVD. Incluía entrevistas de celebridades y sus opiniones sobre Jackson y su música. De "Don't Stop 'til You Get Enough", Beyoncé Knowles afirmó que tiene el disco completo, que reproduce hasta el día de hoy. Dijo que era "un clásico" que la gente escuchará por siempre. Carson Daly explicó que la canción es especial para él porque "fue el comienzo de lo que se ha convertido en la estrella del pop, Michael Jackson". Missy Elliott señaló que era "el disco dance/disco definitivo".